# ブライアン・ポッカー
ブライアン・ポッカー（Brian Pockar、1959年10月27日 - 1992年4月28日）は、カナダ出身の男性フィギュアスケート選手。1980年レークプラシッドオリンピックカナダ代表。

## 経歴
- 1976年 世界ジュニアフィギュアスケート選手権 3位
- 1977年 カナダ選手権 2位
- 1978年 カナダ選手権 1位
- 1989年 カナダ選手権 1位
- 1980年 カナダ選手権 1位
- 1980年 レークプラシッドオリンピックでショートプログラム、フリースケーティング共に12位。
- 1981年 カナダ選手権 2位
- 1982年 カナダ選手権 2位
- 1982年 世界フィギュアスケート選手権 3位
- 1992年 エイズにより亡くなる。32歳。
- スコット・ハミルトンは著書の中で彼とロブ・マッコールのおかげでホモフォビアを克服したと記述したが、アウティングともされ、批判を受けた[2]。

## 主な戦績
| 大会/年            | 1973–74 | 1974–75 | 1975-76 | 1976-77 | 1977-78 | 1978-79 | 1979-80 | 1980-81 | 1981-82 |
| ------------------ | ------- | ------- | ------- | ------- | ------- | ------- | ------- | ------- | ------- |
| オリンピック       |         |         |         |         |         |         | 12      |         |         |
| 世界選手権         |         |         |         | 14      | 10      | 13      | 9       | 8       | 3       |
| カナダ選手権       | 3J      |         |         | 2       | 1       | 1       | 1       | 2       | 2       |
| 世界ジュニア選手権 |         |         | 3       |         |         |         |         |         |         |